# São Paulo (canción)
«São Paulo» es una canción del cantante canadiense The Weeknd y de la cantante brasileña Anitta. Fue lanzada el 30 de octubre de 2024 a través de XO y Republic Records como el tercer sencillo del sexto álbum de estudio de The Weeknd, titulado Hurry Up Tomorrow.

## Antecedentes y promoción
Para promocionar su próximo álbum y marcar su último trabajo bajo el nombre de The Weeknd, el artista ofreció un concierto único en São Paulo, titulado «One-Night-Only» el 7 de septiembre de 2024. La ocasión también marcó la primera vez que The Weeknd y Anitta interpretaron su colaboración «São Paulo». La aparición fue una sorpresa, ya que Anitta salió al escenario disfrazada inicialmente como una de las bailarinas de The Weeknd. 
El 27 de octubre, Anitta compartió una publicación que mostraba una imagen de ultrasonido de un bebé con dientes afilados y una cola bifurcada, preguntando si la criatura era hermosa, a lo que The Weeknd respondió que se veía muy hermosa. La imagen estaba etiquetada con la fecha del 30 de octubre de 2024, que resultó ser la fecha de lanzamiento. Dos días antes, Anitta había publicado una foto de sí misma con una pancita de embarazada y una mascarilla blanca en el rostro.